# Nobutaka Tanaka
Nobutaka Tanaka (jap. 田中 信孝 Tanaka Nobutaka; ur. 10 czerwca 1971) – japoński piłkarz występujący na pozycji obrońcy.

## Kariera klubowa
Od 1994 do 1997 roku występował w klubach Kashiwa Reysol i Brummel Sendai.